# 최민식
최민식(崔岷植, 1962년 5월 30일 (음력 4월 27일) ~ )은 대한민국의 배우이다.

## 생애 및 경력
본관은 전주이며, 1962년 5월 30일(양력)에 서울에서 태어났다. 1989년 영화 《구로 아리랑》으로 영화 배우 데뷔하였으며 이후 TV 드라마 《야망의 세월》(1990), 《서울의 달》(1994) 등과 영화 《추락하는 것은 날개가 있다》(1990), 《우리들의 일그러진 영웅》(1992), 《넘버 3》(1997), 《조용한 가족》(1998), 《쉬리》(1999), 《해피엔드》(1999), 《파이란》(2001) 등 수많은 작품에 출연하였다.

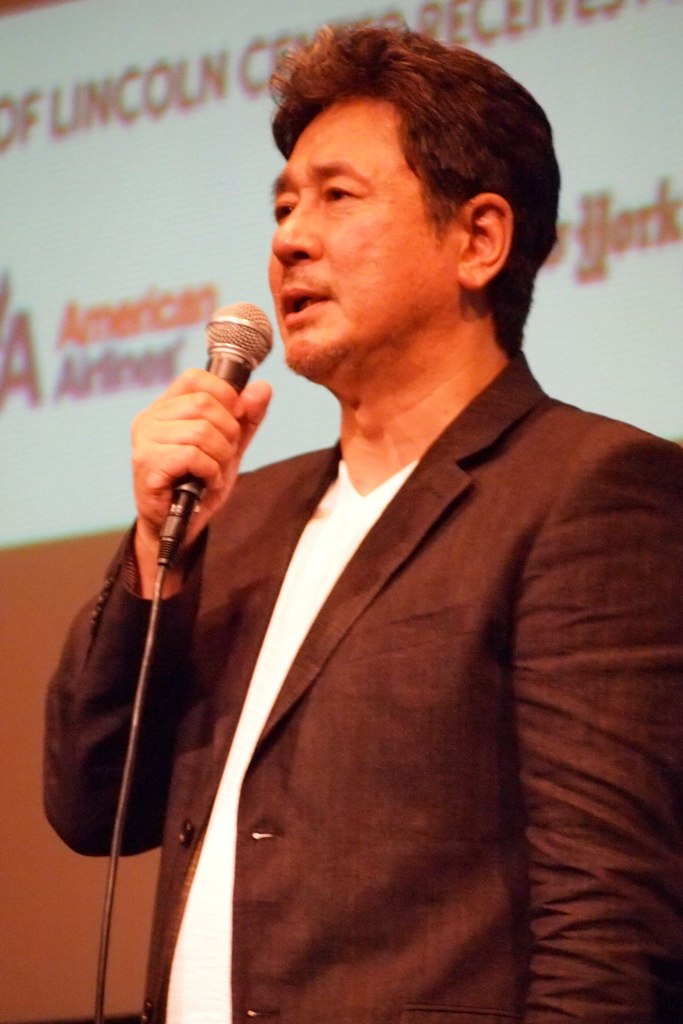
2012년 6월 30일, 뉴욕 아시안 영화제에서 최민식.

주로 TV 드라마에서 활약했던 최민식은 전국 600만 관객 수를 동원하며 큰 화제를 모은 1999년 강제규 감독의 블록버스터 영화 《쉬리》에서 북에서 침투한 살인 병기 박무영 역을 연기하며 카리스마 넘치는 연기로 악역임에도 큰 사랑을 받았다. 이후 2001년에는 송해성 감독의 로맨스 영화 《파이란》에서 3류 양아치 강재 역을 맡아 장백지와 멜로 호흡을 맞춘 그의 연기가 평단의 호평을 받아 한국영화평론가협회상, 청룡영화상, 도빌아시아영화제에서 첫 남우주연상을 수상하였다.
이듬 해, 2002년에는 임권택 감독의 영화 《취화선》으로 제55회 칸 국제영화제 공식경쟁부문에 초청 되었다. 2003년에는 박찬욱 감독의 영화 《올드보이》가 제56회 칸 국제영화제 공식 경쟁 부문에 초청 되면서 다시 한번 칸 레드 카펫을 밟았고, 영화는 심사 위원 대상을 수상하는 쾌거를 달성하며 해외에서도 연기력을 크게 인정받았다.
그는 이 작품에서 존재를 알 수 없는 누군 가에 의해 15년 동안 사설 감금 방에 갇혀 살아야 했던 오대수 역을 연기하였고, 극한에 처한 처절한 인간 심리를 최고의 연기로 풀어내며 한국영화평론가협회상, 춘사영화상, 청룡영화상, 대한민국 영화대상, 대종상, 백상예술대상, 디렉터스 컷 시상식, 아시아태평양영화제, 미국 빌리지 보이스 선정 최우수 연기자 40위 등의 국내외 영화 시상식에서 남우주연상을 휩쓸었고, 명실상부한 최고의 배우 반열에 올랐다.
그는 대한민국을 대표하는 연기파 배우 중 하나로 손꼽히고 있다.
최민식은 이후 《꽃피는 봄이 오면》(2004), 《주먹이 운다》(2005), 《친절한 금자씨》(2005) 등의 여러 작품에 출연하였다. 2009년 영화 《히말라야, 바람이 머무는 곳》으로 4년여만에 스크린에 컴백한 그는, 《악마를 보았다》 이어 출연한 2012년 영화 《범죄와의 전쟁: 나쁜놈들 전성시대》로 청룡영화상, 부일영화상, 아시아태평양영화제 등에서 남우주연상을 받으며 복귀 하였다. 특히 청룡영화상에서는 신영균, 문성근, 송강호와 함께 3차례의 남우주연상으로 최다 수상을 기록한 배우이기도 하다.
이후 그는 《신세계》(2013)에 이어 2014년 개봉한 김한민 감독의 영화 《명량》이 1761만 관객을 모으며 한국영화 최고 흥행작으로 기록 되었다. 같은 해에는 뤽 베송 감독의 영화  《루시》로 헐리우드에 첫 진출하였으며,  《대호》(2015), 《특별시민》(2017) 등에 작품에 출연하였다. 《침묵》(2017)에서는 이하늬와 멜로 영화를 선보였다.

## 연기 활동

### 영화
- 1989년 영화 《구로 아리랑》 ... 진석 역
- 1990년 영화 《추락하는 것은 날개가 있다》 ... 태식 역
- 1992년 영화 《우리들의 일그러진 영웅》 ... 김정원 선생 역
- 1992년 영화 《우리사랑 이대로》 ... 준혁 역
- 1993년 영화 《사라는 유죄》 ... 음악선생 역
- 1995년 영화 《말미잘》 ... 유현목 역
- 1997년 영화 《넘버 3》 ... 마동팔 역
- 1998년 영화 《조용한 가족》 ... 삼촌 강찬구 역
- 1999년 영화 《쉬리》 ... 박무영 역
- 1999년 영화 《해피엔드》 ... 서민기 역
- 2001년 영화 《파이란》 ... 이강재 역
- 2002년 영화 《취화선》 ... 장승업 역
- 2003년 영화 《올드보이》 ... 오대수 역
- 2004년 영화 《태극기 휘날리며》 ... 인민군 대좌 역
- 2004년 영화 《꽃피는 봄이 오면》 ... 현우 역
- 2005년 영화 《주먹이 운다》 ... 강태식 역 (본작의 메인 주인공)
- 2005년 영화 《친절한 금자씨》 ... 백한상 역
- 2009년 영화 《히말라야, 바람이 머무는 곳》 ... 최 역
- 2010년 영화 《악마를 보았다》 ... 장경철 역
- 2011년 영화 《마당을 나온 암탉》 ... 나그네 역(목소리)
- 2012년 영화 《범죄와의 전쟁: 나쁜놈들 전성시대》 ... 최익현 역(본작의 메인 주인공)
- 2013년 영화 《신세계》 ... 강형철 과장 역 (일어 성우진: 야스하라 요시토)
- 2013년 영화 《끝과 시작》 ... 의사 역(목소리)
- 2014년 영화 《명량》 ... 이순신 역(본작의 메인 주인공, 천만영화) (일어 성우진: 이소베 츠토무)
- 2014년 영화 《루시》 ... 미스터 장 역
- 2015년 영화 《대호》 ... 천만덕 역(본작의 메인 주인공)
- 2017년 영화 《특별시민》 ... 변종구 역
- 2017년 영화 《침묵》 ... 임태산 역
- 2019년 영화 《봉오동 전투》 ... 홍범도 역
- 2019년 영화 《천문: 하늘에 묻는다》 ... 장영실 역
- 2022년 영화 《이상한 나라의 수학자》 ... 이학성 역
- 2024년 영화 《파묘》 ... 김상덕 역 (본작의 메인 남주인공, 천만영화)
- 2025년 영화 《행복의 나라로》 ... 203 역
- 미정 영화 《인턴》

### 드라마
| 연도 | 방송사  | 제목                               | 역할   | 비고                 | 일본판 성우진 |
| ---- | ------- | ---------------------------------- | ------ | -------------------- | ------------- |
| 1990 | KBS2    | 야망의 세월                        | 꾸숑   |                      |               |
| 1990 | MBC     | 조선 왕조 오백년 - 대원군          | 박승환 | 단역                 |               |
| 1992 | KBS1    | 정든 님                            | 이동욱 |                      |               |
| 1992 | MBC     | 아들과 딸                          |        | 단역                 |               |
| 1993 | KBS2    | 일월                               | 오정우 | 단역                 |               |
| 1993 | MBC     | MBC 베스트극장 - 환상속으로의 여행 | 진서   |                      |               |
| 1993 | MBC     | 뜨거운 강                          |        | 단역                 |               |
| 1994 | MBC     | 서울의 달                          | 박춘섭 |                      |               |
| 1994 | MBC     | 마지막 연인                        | 최진규 |                      |               |
| 1995 | SBS     | 다시 만날 때까지                   | 한석진 |                      |               |
| 1995 | MBC     | 제4공화국                          | 김대중 |                      |               |
| 1995 | MBC     | MBC 베스트극장 - 사랑한다면        |        |                      |               |
| 1996 | MBC     | 그들의 포옹                        | 안동출 |                      |               |
| 1996 | SBS     | 아빠는 시장님                      | 한진국 |                      |               |
| 1997 | SBS     | 미스 & 미스터                      | 민식   |                      |               |
| 1997 | MBC     | 사랑과 이별                        | 김찬기 |                      |               |
| 2022 | Disney+ | 카지노                             | 차무식 | 본작의 페이크 주인공 |               |

### 연극
| 연도   | 제목                   | 역할     | 비고 |
| ------ | ---------------------- | -------- | ---- |
| 1981년 | 우리 읍내              | 조지     |      |
| 1982년 | 즉흥극                 | 연출가   |      |
| 1983년 | 작은 여우들            |          |      |
| 1984년 | 욕망이라는 이름의 전차 |          |      |
| 1985년 | 미국에 산다            |          |      |
| 1986년 | 내 아들을 위하여       |          |      |
| 1989년 | 실비명                 |          |      |
| 1990년 | 에쿠우스               | 알런     |      |
| 1997년 | 택시 드리벌            | 덕배     |      |
| 1998년 | 이보다 더 나쁠 순 없다 |          |      |
| 1999년 | 햄릿                   | 레어티즈 |      |
| 2000년 | 박수칠 때 떠나라       | 최연기   |      |
| 2007년 | 필로우맨               | 카투리안 |      |

## 연기 외 활동

### 텔레비전 프로그램
| 연도   | 방송사 | 제목                       | 역할                        | 비고                               |
| ------ | ------ | -------------------------- | --------------------------- | ---------------------------------- |
| 1994년 | MBC    | 토요일 토요일은 즐거워     | 게스트                      | 375회 (1994.1.8)                   |
| 1995년 | KBS1   | 체험 삶의 현장             | 게스트                      | (1995.12.18)                       |
| 1996년 | KBS2   | 가족오락관                 | 게스트                      | 596회 (1996.03.27)                 |
| 1999년 | KBS2   | 이소라의 프로포즈          | 게스트(with 한석규, 송강호) | (1999.02.13)                       |
| 1999년 | MBC    | 정미홍이 만난사람          | 게스트(with 유인촌)         | (1999.04.15)                       |
| 1999년 | MBC    | MBC 스페셜 - 쉬리가 남긴것 |                             |                                    |
| 2000년 | SBS    | 김혜수 플러스 유           | 게스트                      | 91회 (2000.06.14)                  |
| 2000년 | SBS    | 토요스타클럽               | 게스트                      | 32회 (2000.06.24)                  |
| 2005년 | SBS    | 김승현, 정은아의 좋은 아침 | 게스트                      | 2080회 (2005.03.24)                |
| 2012년 | SBS    | 힐링캠프, 기쁘지 아니한가  | 게스트                      | 28회~29회(2012.01.30.~2012.02.06.) |
| 2024년 | tvN    | 유 퀴즈 온 더 블럭         | 게스트                      | 231회 (2024.02.14)                 |
| 2024년 | MBC    | 손석희의 질문들            | 게스트                      | 3회 (2024.08.17)                   |

### 라디오 프로그램
| 연도   | 방송사   | 제목                           | 역할   | 비고        |
| ------ | -------- | ------------------------------ | ------ | ----------- |
| 2016년 | EBS FM   | EBS 책 읽는 라디오 낭독 시리즈 | 낭독자 |             |
| 2019년 | MBC FM4U | 배철수의 음악캠프              | 게스트 | with 한석규 |

### 뮤직비디오
| 연도   | 방송사 | 제목        | 역할 | 비고 |
| ------ | ------ | ----------- | ---- | ---- |
| 2023년 | Zion.T | 모르는 사람 |      |      |

### 광고
| 연도   | 기업명       | 제품명                               | 종류                  | 공동 출연                              |
| ------ | ------------ | ------------------------------------ | --------------------- | -------------------------------------- |
| 1989년 | 서울문화사   | 우먼센스                             | 잡지사                |                                        |
| 1991년 | 광동제약     | 운지천                               | 자양강장제            |                                        |
| 1991년 | 부흥         | 제임스 에드몬드                      | 남성정장 의류         |                                        |
| 1992년 | 해태제과     | 썬키스트껌                           | 껌                    | 홍학표, 강석우, 이덕화                 |
| 1992년 | 한양어패럴   | 죠다쉬                               | 패션내의              |                                        |
| 1994년 | 광동제약     | 운지천F                              | 자양강장제            |                                        |
| 1994년 | LG생명과학   | 암브탈                               | 의약품                | MBC 서울의 달 팀으로 출연              |
| 1999년 | 한국타이어   | 블랙버드V                            | 자동차 타이어전문업체 |                                        |
| 2000년 | (주)딜웨이   | 딜웨이                               | 인터넷 자동차전문기업 | 박중훈                                 |
| 2000년 | 롯데칠성음료 | 델몬트콜드                           | 주스음료              |                                        |
| 2001년 | 하이트진로   | 천국 (목소리 출연)                   | 술                    |                                        |
| 2002년 | GC녹십자     | 디오겔                               | 의약품                |                                        |
| 2003년 | 농심         | 신라면                               | 식품                  |                                        |
| 2004년 | 현대카드     | 현대카드 × 올드보이 편 (풋티지 광고) | 신용카드              |                                        |
| 2004년 | 카카오(기업) | 다음                                 | 포털사이트            | 박찬욱 감독, 박한별, 유지태, 송지효 등 |
| 2004년 | (주)교보생명 | 교보생명                             | 보험                  | 비, 김희애                             |
| 2004년 | 대상         | 쿡조이                               | 식품                  | 김정은                                 |
| 2005년 | 동아제약     | 박카스                               | 파로회복제 음료       | 임수정                                 |
| 2005년 | (주)에쓰오일 | 에쓰오일                             | 주유소                | 김태희, 차승원                         |
| 2005년 | 웅진         | 리홈쿠첸황동                         | 전기IH밥솥            |                                        |
| 2005년 | (주)멕시카나 | 멕시카나치킨                         | 치킨 프랜차이즈       |                                        |
| 2006년 | SK텔레콤     | TU미디어                             | 통신사                | 류승범                                 |
| 2006년 | (주)리드코프 | 리드코프                             | 대출업체              |                                        |
| 2011년 | SK텔링크     | 국제전화 00700                       | 통신사                |                                        |
| 2012년 | 농협중앙회   | NH농협은행                           | 금융                  | 송강호, 설경구                         |
| 2016년 | BMW 한국지사 | BMW 7시리즈                          | 자동차                |                                        |
| 2017년 | 엔씨소프트   | 리니지 M                             | 게임                  |                                        |
| 2021년 | 유주게임즈   | 삼국지혼                             | 게임                  |                                        |
| 2023년 | 뉴트리코어   | 블루션                               | 의약품                | 윤여정                                 |
| 2024년 | (주)야놀자   | 야놀자                               | 여행사                | 최우식                                 |

## 홍보대사
- 2005년 제42회 대종상영화제 홍보대사
- 2005년 동국대학교 건학100주년 명예홍보대사
- 2006년 전국농민회총연맹 우리농업 지킴이 홍보대사
- 2006년 문화침략 저지 및 스크린쿼터 사수 영화인대책위원회 홍보대사
- 2015년 제52회 대종상영화제 홍보대사

## 수상 목록

### 수상 및 후보
| 년도 | 상                                     | 부문                                | 작품                             | 결과 |
| ---- | -------------------------------------- | ----------------------------------- | -------------------------------- | ---- |
| 1990 | KBS 연기대상                           | 남자 신인연기상                     | 야망의 세월                      | 수상 |
| 1991 | 제27회 백상예술대상                    | TV부문 남자 신인연기상              | 야망의 세월                      | 후보 |
| 1992 | 제13회 청룡영화상                      | 남우조연상                          | 우리들의 일그러진 영웅           | 후보 |
| 1993 | 제31회 대종상                          | 남우조연상                          | 우리들의 일그러진 영웅           | 후보 |
| 1993 | 제38회 아시아태평양영화제              | 남우조연상                          | 우리들의 일그러진 영웅           | 수상 |
| 1994 | MBC 연기대상                           | 남자 최우수연기상                   | 서울의 달                        | 후보 |
| 1997 | 제21회 서울연극제                      | 남자연기상                          | 택시 드라이버                    | 수상 |
| 1997 | 제35회 대종상                          | 남우조연상                          | 넘버 3                           | 후보 |
| 1999 | 제22회 황금촬영상                      | 최우수 인기남우상                   | 쉬리                             | 수상 |
| 1999 | 제35회 백상예술대상                    | 영화부문 남자 최우수연기상          | 쉬리                             | 수상 |
| 1999 | 제36회 대종상                          | 남우주연상                          | 쉬리                             | 수상 |
| 1999 | 제20회 청룡영화상                      | 남우주연상                          | 쉬리                             | 후보 |
| 1999 | 씨네21 영화상                          | 올해의 남자배우                     | 쉬리, 해피엔드                   | 수상 |
| 1999 | 제2회 디렉터스 컷 시상식               | 올해의 남자연기자상                 | 해피엔드                         | 수상 |
| 2000 | 제36회 백상예술대상                    | 영화부문 남자 최우수연기상          | 해피엔드                         | 후보 |
| 2000 | 제45회 아시아태평양영화제              | 남우주연상                          | 해피엔드                         | 수상 |
| 2001 | 제2회 부산영화평론가협회상             | 남우주연상                          | 파이란                           | 수상 |
| 2001 | 제22회 청룡영화상                      | 남우주연상                          | 파이란                           | 수상 |
| 2001 | 제21회 한국영화평론가협회상            | 남우주연상                          | 파이란                           | 수상 |
| 2001 | 제4회 디렉터스 컷 시상식               | 올해의 남자연기자상                 | 파이란                           | 수상 |
| 2001 | 씨네21 영화상                          | 올해의 남자배우                     | 파이란                           | 수상 |
| 2002 | 제38회 백상예술대상                    | 영화부문 남자 최우수연기상          | 파이란                           | 후보 |
| 2002 | 제39회 대종상                          | 남우주연상                          | 파이란                           | 후보 |
| 2002 | 제4회 도빌아시아영화제                 | 남우주연상                          | 파이란                           | 수상 |
| 2002 | 제23회 청룡영화상                      | 남우주연상                          | 취화선                           | 후보 |
| 2003 | 제24회 청룡영화상                      | 남우주연상                          | 올드보이                         | 수상 |
| 2004 | 제1회 맥스무비 최고의 영화상           | 최고의 남자배우상                   | 올드보이                         | 수상 |
| 2004 | 제40회 백상예술대상                    | 영화부문 남자 최우수연기상          | 올드보이                         | 수상 |
| 2004 | 제41회 대종상                          | 남우주연상                          | 올드보이                         | 수상 |
| 2004 | 제12회 이천춘사대상영화제              | 남우주연상                          | 올드보이                         | 수상 |
| 2004 | 제49회 아시아태평양영화제              | 남우주연상                          | 올드보이                         | 수상 |
| 2004 | 제7회 디렉터스 컷 시상식               | 올해의 남자연기자상                 | 올드보이                         | 수상 |
| 2004 | 제24회 한국영화평론가협회상            | 남우주연상                          | 올드보이                         | 수상 |
| 2004 | 제1회 대한민국 대학영화제              | 남우주연상                          | 올드보이                         | 수상 |
| 2004 | 제25회 청룡영화상                      | 남우주연상                          | 꽃피는 봄이 오면                 | 후보 |
| 2004 | 제3회 대한민국 영화대상                | 남우주연상                          | 올드보이                         | 수상 |
| 2004 | 제3회 대한민국 영화대상                | 남우주연상                          | 꽃피는 봄이 오면                 | 후보 |
| 2005 | 미국 더 빌리지 보이스 필름 크리틱스 폴 | 최우수 연기자 40위 선정             | 올드보이                         | 수상 |
| 2005 | 제9회 몬트리올 판타지아 영화제         | 남우주연상                          | 주먹이 운다                      | 수상 |
| 2005 | 제5회 대한민국청소년영화제             | 남자배우부문 인기영화인상           | 주먹이 운다                      | 수상 |
| 2010 | 제13회 디렉터스 컷 시상식              | 올해의 남자연기자상                 | 악마를 보았다                    | 수상 |
| 2010 | 제47회 대종상                          | 남우주연상                          | 악마를 보았다                    | 후보 |
| 2010 | 제8회 대한민국 영화대상                | 남우주연상                          | 악마를 보았다                    | 후보 |
| 2011 | 미국 스크림 어워즈                     | 최고의 악당상                       | 악마를 보았다                    | 후보 |
| 2012 | 판타지아 체인쏘 어워즈                 | 남우주연상                          | 악마를 보았다                    | 후보 |
| 2012 | 제48회 백상예술대상                    | 영화부문 남자 최우수연기상          | 범죄와의 전쟁: 나쁜놈들 전성시대 | 후보 |
| 2012 | 제21회 부일영화상                      | 남우주연상                          | 범죄와의 전쟁: 나쁜놈들 전성시대 | 수상 |
| 2012 | 제6회 아시아 태평양 스크린 어워즈      | 남우주연상                          | 범죄와의 전쟁: 나쁜놈들 전성시대 | 수상 |
| 2012 | 제49회 대종상                          | 남우주연상                          | 범죄와의 전쟁: 나쁜놈들 전성시대 | 후보 |
| 2012 | 제33회 청룡영화상                      | 남우주연상                          | 범죄와의 전쟁: 나쁜놈들 전성시대 | 수상 |
| 2013 | 제4회 올해의 영화상                    | 남우주연상                          | 범죄와의 전쟁: 나쁜놈들 전성시대 | 수상 |
| 2013 | 제7회 아시안 필름 어워즈               | 남우주연상                          | 범죄와의 전쟁: 나쁜놈들 전성시대 | 후보 |
| 2013 | 제7회 아시안 필름 어워즈               | 좋아하는 남자배우상                 | 범죄와의 전쟁: 나쁜놈들 전성시대 | 후보 |
| 2014 | 제13회 피렌체한국영화제                | 공로상                              | 빈칸                             | 수상 |
| 2014 | 제2회 마리끌레르 아시아스타어워즈      | 올해의 배우상                       | 명량                             | 수상 |
| 2014 | 제23회 부일영화상                      | 남우주연상                          | 명량                             | 후보 |
| 2014 | 제34회 한국영화평론가협회상            | 남우주연상                          | 명량                             | 수상 |
| 2014 | 제51회 대종상                          | 남우주연상                          | 명량                             | 수상 |
| 2014 | 제4회 아름다운 예술인상                | 대상                                | 명량                             | 수상 |
| 2014 | 제35회 청룡영화상                      | 남우주연상                          | 명량                             | 후보 |
| 2014 | 한국영화배우협회 스타의 밤 시상식      | 대한민국 톱스타상                   | 명량                             | 수상 |
| 2015 | 제6회 올해의 영화상                    | 남우주연상                          | 명량                             | 수상 |
| 2015 | 제10회 맥스무비 최고의 영화상          | 최고의 남자배우상                   | 명량                             | 수상 |
| 2015 | 제20회 춘사영화상                      | 남우주연상                          | 명량                             | 후보 |
| 2015 | 제9회 아시안 필름 어워즈               | 남우주연상                          | 명량                             | 후보 |
| 2015 | 제51회 백상예술대상                    | 영화부문 남자 최우수연기상          | 명량                             | 후보 |
| 2015 | 제51회 백상예술대상                    | 영화부문 대상                       | 명량                             | 수상 |
| 2016 | 제21회 춘사영화상                      | 남우주연상                          | 대호                             | 후보 |
| 2016 | 제53회 대종상                          | 남우주연상                          | 대호                             | 후보 |
| 2017 | 한국영화배우협회 스타의 밤 시상식      | 대한민국 톱스타상                   | 침묵                             | 수상 |
| 2022 | 제58회 백상예술대상                    | 영화부문 남자 최우수연기상          | 이상한 나라의 수학자             | 후보 |
| 2023 | 제21회 디렉터스 컷 시상식              | 시리즈부문 올해의 남자배우상        | 카지노 시즌 1                    | 후보 |
| 2023 | 제59회 백상예술대상                    | TV부문 남자 최우수연기상            | 카지노 시즌 1                    | 후보 |
| 2023 | 제2회 청룡 시리즈 어워즈               | 남우주연상                          | 카지노 시즌 1                    | 후보 |
| 2023 | 제18회 서울 드라마 어워즈              | 골든버드 개인상                     | 카지노 시즌 1                    | 수상 |
| 2023 | 펀덱스 어워즈 2023                     | OTT 드라마 출연자 남자 최우수연기상 | 카지노 시즌 1                    | 수상 |
| 2023 | 제59회 대종상                          | 시리즈 남우상                       | 카지노 시즌 1                    | 수상 |
| 2024 | 제22회 디렉터스 컷 시상식              | 시리즈부문 올해의 남자배우상        | 카지노 시즌 2                    | 후보 |
| 2024 | 제60회 백상예술대상                    | 영화부문 남자 최우수연기상          | 파묘                             | 후보 |
| 2024 | 제45회 청룡영화상                      | 남우주연상                          | 파묘                             | 후보 |
| 2024 | 제25회 부산영화평론가협회상            | 남자연기자상                        | 파묘                             | 수상 |
| 2025 | 제18회 아시안 필름 어워즈              | 남우주연상                          | 파묘                             | 후보 |
| 2025 | 제23회 디렉터스 컷 시상식              | 올해의 남자배우상                   | 파묘                             | 후보 |

## 가족
- 형 최찬식, 남동생 최광일 최승준
- 배우자 이화영 (이혼), 김활란 (재혼)

### 훈장
- 옥관문화훈장 : 2004년 영화 《올드보이》가 프랑스 칸국제영화제 심사위원대상 수상작으로 선정되면서 같은 해 7월 정부에서 수여[14]